# HN Пегаса
HN Пегаса (лат. HN Pegasi) — звезда, которая находится в созвездии Пегас на расстоянии около 60 световых лет от нас.
В системе обнаружены метановый коричневый карлик и пылевой диск.

## Характеристики
Звезда относится к классу жёлто-оранжевых карликов главной последовательности. По характеристикам она напоминает Солнце: её диаметр и светимость составляют 0,94 и 1,2 солнечных соответственно. Полный оборот вокруг своей оси она совершает в пределах от 4,67 до 5,5 суток.

### HN Пегаса B
В 2006 году астрономы обнаружили и напрямую сфотографировали субзвёздный объект, обращающийся вокруг родительской звезды. Им оказался метановый коричневый карлик класса T2,5 ± 0,5 с массой 0,0021 ± 0,009 солнечной (эквивалентно приблизительно 20 массам Юпитера). Объект обращается на расстоянии 795 а. е. от звезды, и является одним из самых молодых подобных коричневых карликов, известных науке.

## Пылевой диск
С помощью орбитального телескопа Spitzer в системе удалось зарегистрировать диск из мелких частиц холодной пыли. Он, как минимум, отстоит от родительской звезды на 14 а. е. и в ширину достигает нескольких а. е.

## Ближайшее окружение звезды
HN Пегас входит в ассоциацию Геркулеса-Лиры. Следующие звёздные системы находятся на расстоянии в пределах 20 световых лет от HN Пегаса:
| Звезда        | Спектральный класс | Расстояние, св. лет |
| G 126-31      | M? V/M? V          | 3,5                 |
| Росс 263      | M3,5 V             | 6,3                 |
| AC+16 734-144 | M2 V               | 7,8                 |
| LTT 16522     | M2 V               | 7,9                 |
| MWC 412-76    | M3 V               | 8,3                 |
| δ Малого Коня | F5-7 V/F7-G0 V/?   | 9,1                 |
| Вольф 953     | M1 V               | 9,3                 |
| LTT 16216     | M V                | 9,7                 |
| ξ Пегаса      | F5-7 V/M1 V/?      | 17                  |
| HR 7914       | G5 V/M V           | 20                  |